# (2528) Mohler
(2528) Mohler (1953 TF1; 1933 BQ; 1936 SK; 1942 VJ; 1961 CP; 1970 SL1; 1970 WE1; 1975 RQ) ist ein ungefähr 19 Kilometer großer Asteroid des äußeren Hauptgürtels, der am 8. Oktober 1953 im Rahmen des Indiana Asteroid Programs am Goethe-Link-Observatorium in Brooklyn, Indiana (IAU-Code 760) entdeckt wurde. Durch das Indiana Asteroid Program wurden insgesamt 119 Asteroiden neu entdeckt. Er gehört zur Themis-Familie, einer Gruppe von Asteroiden, die nach (24) Themis benannt ist.

## Benennung
(2528) Mohler wurde nach dem Solarastronomen Orren C. Mohler (1908–1985) benannt. Er war von 1962 bis 1979 Direktor des McMath-Hulbert-Observatoriums, einem Sonnenteleskop; Vorsitzender der Abteilung für Astronomie an der University of Michigan von 1962 bis 1970 sowie Vorstandsmitglied der Association of Universities for Research in Astronomy von 1962 bis 1974. Die Benennung wurde vom US-amerikanischen Astronomen Frank K. Edmondson vorgeschlagen.